# Bataille de Slankamen
Guerre austro-turque (1683-1699)
Batailles
- Vienne
- Párkány
- Vác
- Buda (1)
- Érsekújvár
- Eperjes (en)
- Kassa
- Buda (2)
- Pécs
- Mohács
- Crimée (1)
- Belgrade (1)
- Batočina (en)
- Crimée (2)
- Niš
- Zărnești
- Kačanik
- Mytilène (en)
- Belgrade (2)
- Slankamen
- Belgrade (3)
- Îles Inousses
- Chios
- Zeytinburnu
- Azov
- Lugos
- Andros (1)
- Ulaş
- Cenei (en)
- Andros (2) (en)
- Zenta
- Podhajce
- Samothrace

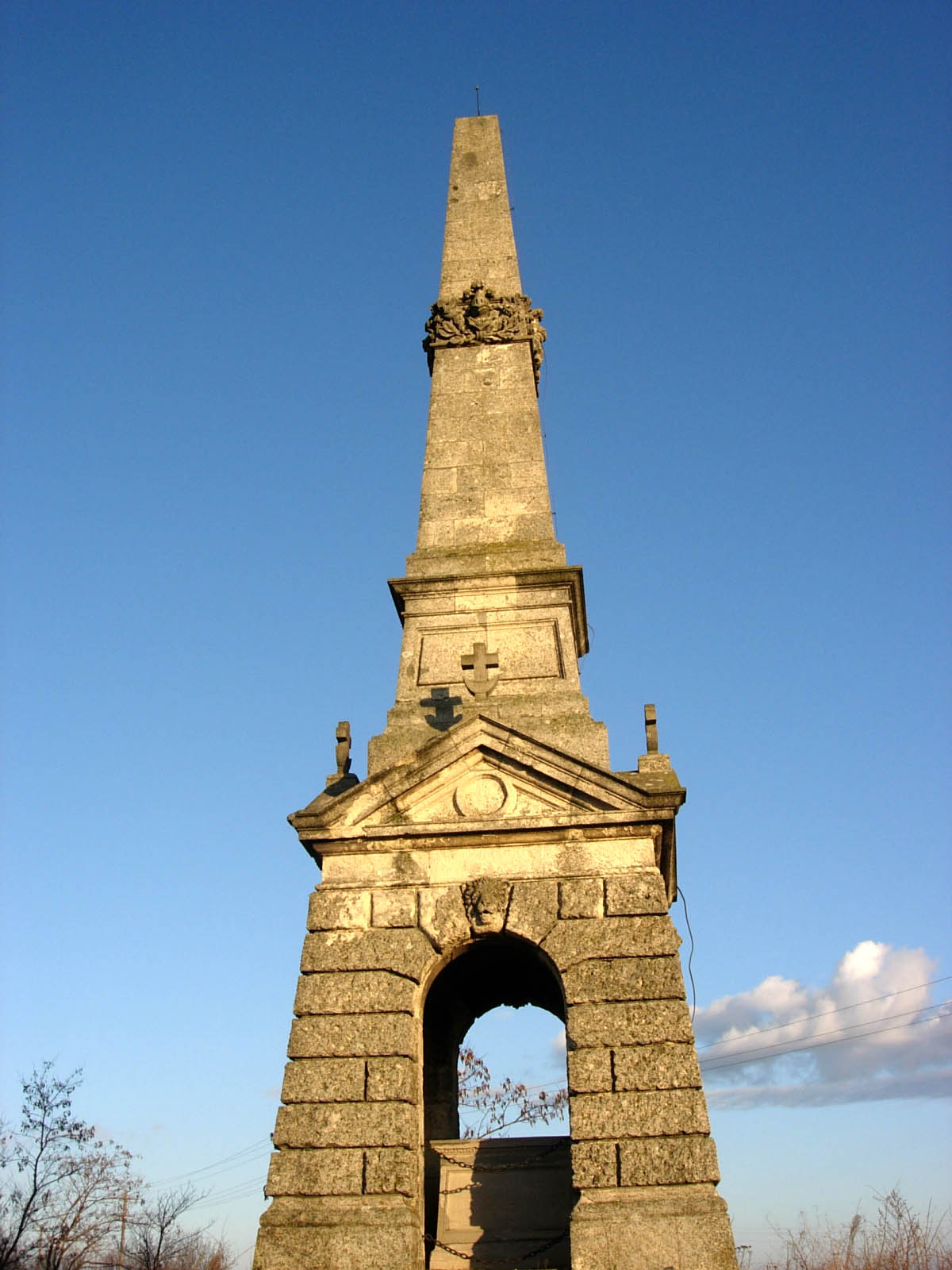
Monument érigé sur le champ de bataille

La bataille de Slankamen se déroula le 19 août 1691 près de Slankamen (Salankamen), au nord-ouest de Belgrade, et opposa les armées ottomanes aux forces armées autrichiennes et brandebourgeoises.
Les Ottomans avaient connu de nombreuses défaites contre les Autrichiens, les plus célèbres étant la tentative de la prise de Vienne (Autriche) en 1683, la perte de Belgrade récupérée par Maximilien II de Bavière en 1688, et la retraite de la Bosnie en 1689. Deux ans après la reprise de Belgrade, le général Louis-Guillaume de Bade-Bade (Ludwig Wilhelm von Baden-Baden) marcha accompagné de 20 000 autrichiens et 10 000 roumains (3 600 cavaliers légers et 6 400 fantassins) commandés par Jovan Monasterlija le long du Danube pour faire face à l'armée ottomane, composée de 55 000 hommes et commandée par le grand vizir Mustafa Köprülü.
La bataille se déroula du côté occidental du Danube, près de la sortie de son affluent Tisza. 
Après une dure bataille, l'armée autrichienne (20 000 hommes aidés de 10 000 miliciens serbes) victorieuse dispersa les troupes ottomanes et découvrit le corps de Mustafa Köprülü tué lors du combat.
Après la bataille de Slankamen la guerre austro-ottomane de 1683-1699 continua. Après la bataille de Zenta en 1697, la guerre s'acheva par le traité de Karlowitz en 1699.
Un obélisque de 16 mètres de haut commémore la victoire autrichienne de Slankamen.

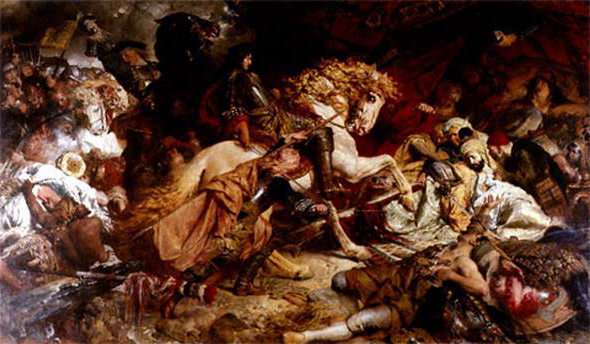
Louis-Guillaume de Bade-Bade à la bataille de Slankamen.